# Днепровский городской театр кукол
Днепровский городской театр кукол («Театр актера и куклы») (укр. Дніпровський міський театр ляльок) — театр кукол в городе Днепр. Расположен по адресу пр. Героев 40-А.

## История театра
Днепропетровский городской театр кукол создан по решению городского совета в 2001 году, став правопреемником экспериментального творческого объединения «Театр Актёра и Куклы» (ЭТО ТАК), созданного в 1995 году под эгидой СТДУ. Основоположники театра — Михаил Михайлович Овсяников
Собственное помещение на проспекте Героев, 40-А театр получил 21 марта 2005 года в Международный день кукольника. С этого времени работает как репертуарный.

## Репертуар
В театре идут спектакли по авторским пьесам, зачастую основанным на известных литературных произведениях:
- 2001, октябрь — «Ай, да Буратино!»
- 2002, февраль — «Похищение Чебурашки»
- 2002, декабрь — «Кто похитил Новый Год?»
- 2003, август — «Злюка или переполох в кукольном городе»
- 2003, февраль — «Чудесная путаница»(новая редакция — октябрь 2011)
- 2004, апрель — «Куклы в цирке»
- 2005, август — «Три поросёнка и волк»
- 2006, февраль — «Гулливер»
- 2006, октябрь — «Карлсон проказничает опять»
- 2006, октябрь — «Колыбельная для мышонка»
- 2006, декабрь — «Путешествие за звездой»
- 2007, апрель — «Медвежонок Римцимцы»(новая редакция — октябрь 2010)
- 2007, октябрь — «Честное ВЕЛИКАНСКОЕ»
- 2008, октябрь — «Феи скалы Мерлина»
- 2008, декабрь — «Новогоднее недоразумение»
- 2009, октябрь — «Волшебное озеро»
- 2010, апрель — «Трёхрублёвая опера»
- 2010, декабрь — «Где ты, кролик?»
- 2011, март — «Русалочка»
- 2012, 26 февраля — «Про Василису Прекрасную и Кащея Бессмертного»
- 2012, 6 октября — «Многоуважаемый Тузик»
- 2013, 21 октября — «Лисичка-сестричка и Волчик-братик», реж. Сергей Ефремов
- 2014, 31 мая — «Волшебная лампа»
- 2014, 25 октября — «Кот наоборот»
- 2014, 20 декабря — «Сказка встреч и расставаний»
- 2015, 23 мая — «Солнечный лучик»

## Фестивальная деятельность
- 2002 — 2010 — Участник фестиваля моно и камерных спектаклей «Виват, актёр!»
- 2002, 2004, 2006 — Дипломы и звания лауреата на Международном фестивале кукольных театров «Мы играем в куклы» (Самара, Россия)
- 2002 — 2012 — Постоянный участник международных фестивалей: «Кукольный встречи» (Донецк), «Кукольные рандеву» (Чернигов), «Дивень» (Хмельницкий); всеукраинских фестивалей: «Кукольная радуга» (Запорожье), «Кружево сказочное» (Черкассы)
- 2006 — Фестиваль-конкурс на высшую театральную награду Приднепровья «Сичеславна» («Путешествие за звездой»)
- 2007 — Фестиваль-конкурс на высшую театральную награду Приднепровья «Сичеславна» («Гулливер»)
- 2007, 2008, 2013 — Участник Международного культурологического фестиваля «Восточный ветер» в городе Ля Розьер (Франция), где показывает спектакли на французском языке
- 2009 — Фестиваль-конкурс на высшую театральную награду Приднепровья «Сичеславна» («Колыбельная для мышонка»)
- 2012 — Фестиваль-конкурс на высшую театральную награду Приднепровья «Сичеславна» («Ай, да Буратино»)
- 2010 — Фестиваль-конкурс на высшую театральную награду Приднепровья «Сичеславна» («Волшебное озеро»)[1][2]
- 2010 — Гран-при фестиваля «Сичеславна-2010» (главный художник Виктор Никитин)

## Факты
- В традиции театра каждый новый сезон открывать спектаклем «Ай, да Буратино!», с премьеры которого ведёт свой отчёт сам театр[3] Более десяти лет роль папы Карло исполняет актёр театра Руслан Чистяков.[4]